# Amphiophiura obtecta
Amphiophiura obtecta är en ormstjärneart som först beskrevs av Christian Frederik Lütken 1899.  Amphiophiura obtecta ingår i släktet Amphiophiura och familjen fransormstjärnor. Inga underarter finns listade i Catalogue of Life.